# Limnophora wonenarensis
Limnophora wonenarensis är en tvåvingeart som beskrevs av Shinonaga 2005. Limnophora wonenarensis ingår i släktet Limnophora och familjen husflugor. Inga underarter finns listade i Catalogue of Life.